# RG-32 Scout
RG-32 Scout – rodzina lekkich pojazdów opancerzonych z napędem na cztery koła (4x4) wytwarzane przez Land Systems OMC w Republice Południowej Afryki. Bazuje na RG-31 Nyala i jest używany przez ONZ podczas wielu misji stabilizacyjnych na całym świecie, w ochronie i w siłach zbrojnych różnych państw. Załoga jest chroniona przed ostrzałem z kalibru 5,56 x 45 mm NATO, wybuchami granatów, koktajlami Mołotowa, minami przeciwpiechotnymi. 5-osobowa wersja oferuje również ochronę przed minami przeciwpancernymi. Trzy RG-32 mogą być transporotwane samolotem C-130 Hercules.